# Salvelinus
Salvelinus J. Richardson, 1836 è un genere di pesci ossei appartenenti alla famiglia Salmonidae, comunemente conosciuti come salmerini.

## Distribuzione e habitat
I salmerini sono presenti nella parte settentrionale dell'emisfero boreale. Preferiscono acque dolci fredde e trasparenti. Alcune specie sono anadrome.

## Descrizione

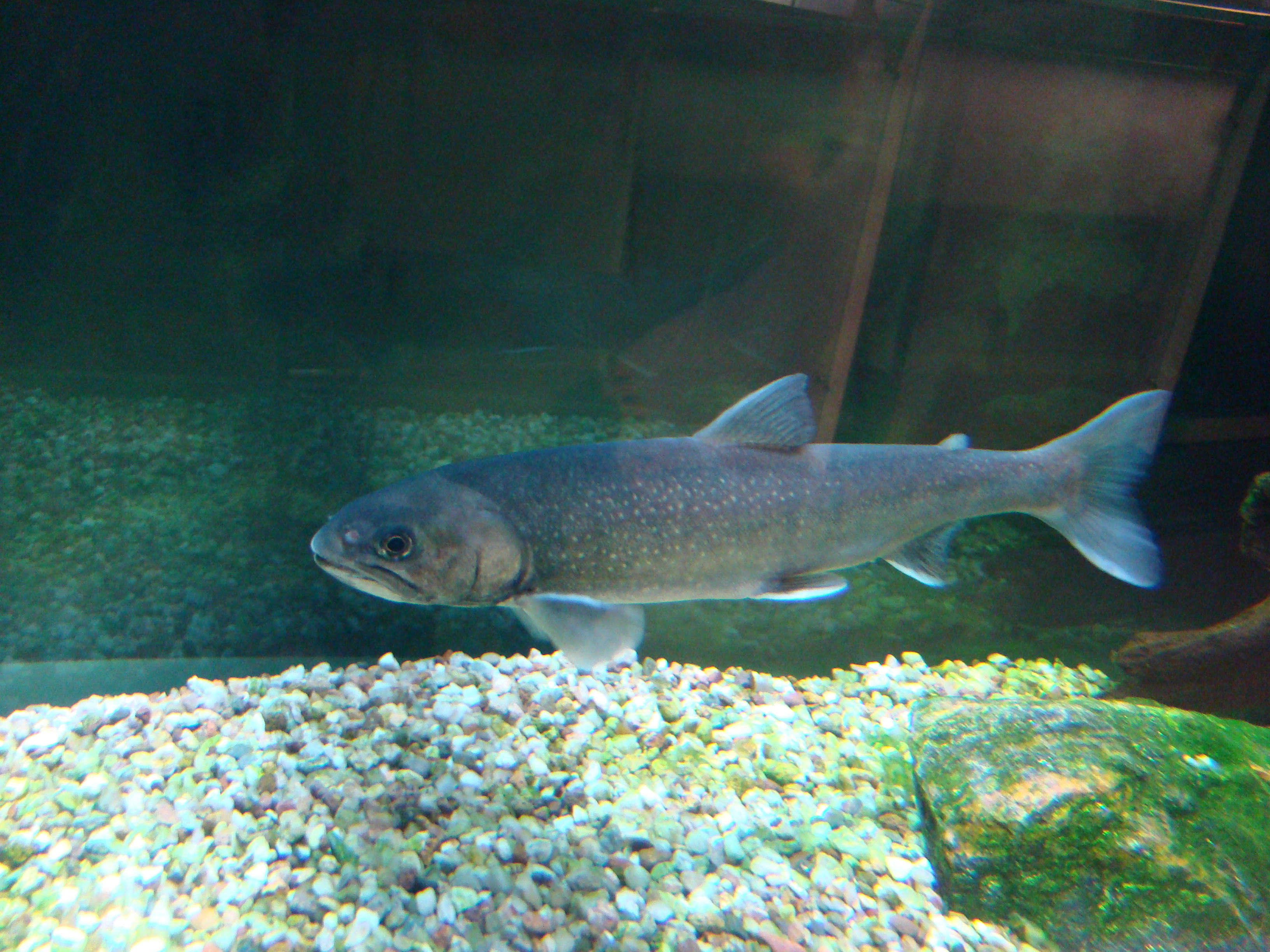
Salvelinus alpinus

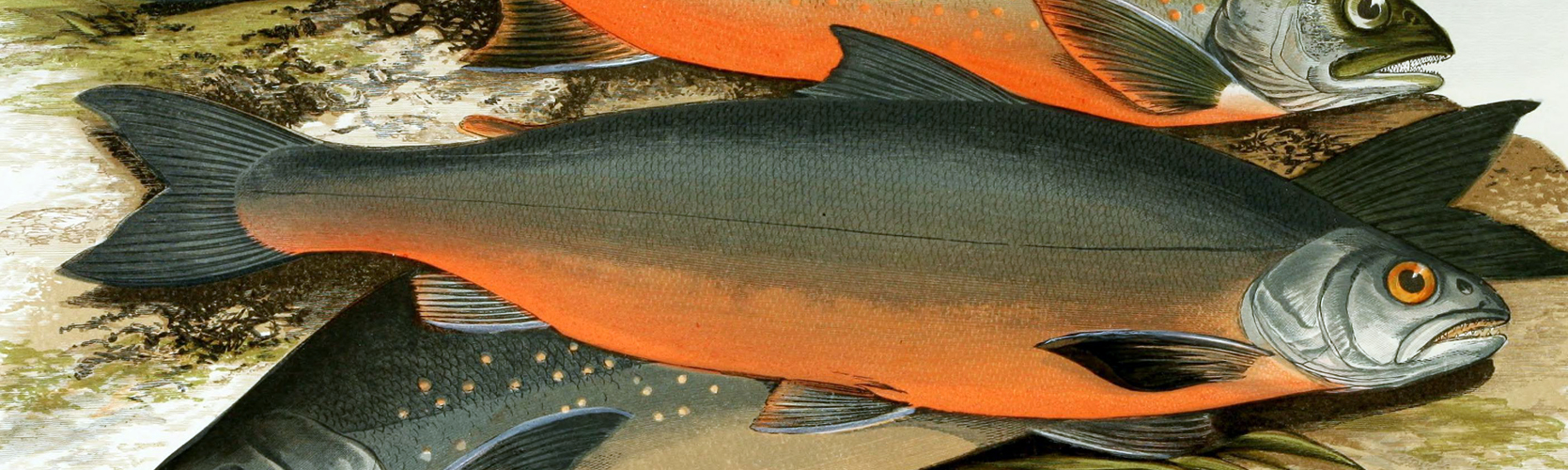
Salvelinus colii

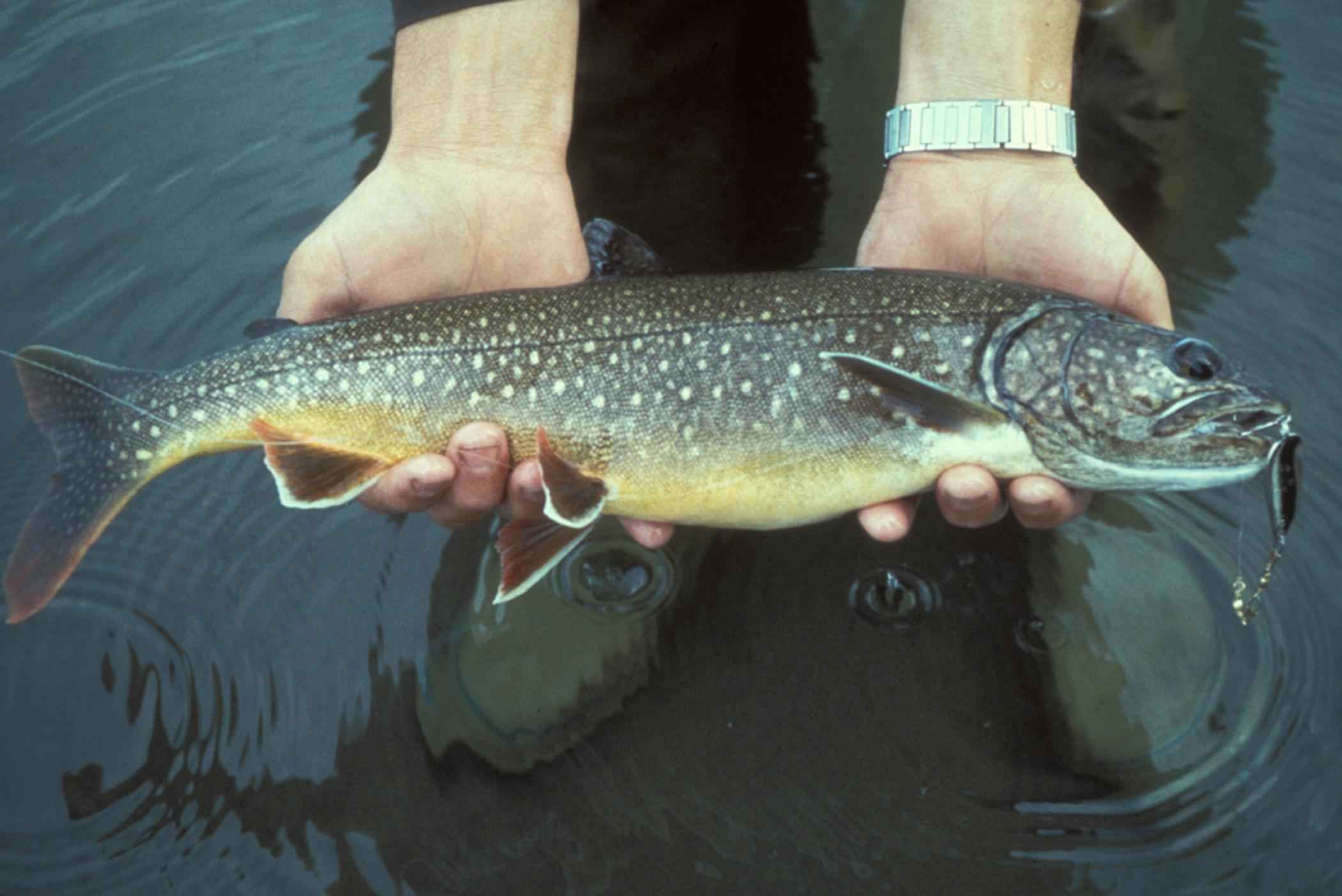
Salvelinus namaycush

La forma del corpo è quella tipica della famiglia, con corpo allungato e muscoloso, piuttosto compresso ai fianchi, testa aguzza e mascelle forti. È presente la pinna adiposa. La livrea è tendenzialmente bruno argentea, con marezzature brune o color sabbia, puntinata di rosso. Il ventre è più chiaro. Nel periodo riproduttivo la livrea maschile è più sgargiante.

Le dimensioni sono molto varie, secondo la specie, e variano dai 15 cm di Salvelinus lonsdalii ai 150 cm di Salvelinus namaycush.

## Alimentazione
Sono specie predatrici: si nutrono di larve di insetti, insetti, piccoli crostacei, vermi, pesci e avannotti.

## Pesca
Apprezzate per l'elevata qualità delle carni, molte specie sono oggetto di pesca.

## Specie
Al genere appartengono 51 specie:
- Salvelinus agassizii
- Salvelinus albus
- Salvelinus alpinus
- Salvelinus anaktuvukensis
- Salvelinus andriashevi
- Salvelinus boganidae
- Salvelinus colii
- Salvelinus confluentus
- Salvelinus curilus
- Salvelinus czerskii
- Salvelinus drjagini
- Salvelinus elgyticus
- Salvelinus evasus
- Salvelinus faroensis
- Salvelinus fimbriatus
- Salvelinus fontinalis
- Salvelinus gracillimus
- Salvelinus grayi
- Salvelinus gritzenkoi
- Salvelinus inframundus
- Salvelinus jacuticus
- Salvelinus japonicus
- Salvelinus killinensis
- Salvelinus krogiusae
- Salvelinus kronocius
- Salvelinus kuznetzovi
- Salvelinus lepechini
- Salvelinus leucomaenis
- Salvelinus levanidovi
- Salvelinus lonsdalii
- Salvelinus mallochi
- Salvelinus malma
- Salvelinus maxillaris
- Salvelinus murta
- Salvelinus namaycush
- Salvelinus neiva
- Salvelinus neocomensis
- Salvelinus obtusus
- Salvelinus perisii
- Salvelinus profundus
- Salvelinus salvelinoinsularis
- Salvelinus schmidti
- Salvelinus struanensis
- Salvelinus taimyricus
- Salvelinus taranetzi
- Salvelinus thingvallensis
- Salvelinus tolmachoffi
- Salvelinus umbla
- Salvelinus vasiljevae
- Salvelinus willoughbii
- Salvelinus youngeri